# Riflesso di suzione
Per  Riflesso di suzione, Riflesso di Epstein o Riflesso di rooting in campo medico, si intende un riflesso neonatale, uno di quei riflessi indicati come normalmente presenti sin dalla nascita di un individuo.

## Manifestazioni
Si sollecita la cute presente nel viso (solitamente la guancia), questo comporta il riflesso del bambino a voltarsi verso la parte sollecitata.

Si pensa abbia lo scopo di facilitare l'avvicinamento al capezzolo e di conseguenza l'allattamento.
Tale reazione scompare solitamente dopo i 4 mesi dalla nascita, ma esistono casi dove il riflesso è scomparso ad un anno di età. Alcuni studi hanno cercato di comprendere se esistesse la possibilità che tale riflesso rimanga anche in età adulta, confermando in ogni modo la sua scomparsa con l'avanzare dell'età.